# Françoise Demulder
Françoise Demulder soprannominata Fifi (Parigi, 9 giugno 1947 – Levallois-Perret, 3 settembre 2008) è stata una fotografa francese, prima donna nella storia a vincere il World Press Photo of the Year 1976.

## Biografia
In qualità di fotoreporter, Françoise Demulder ha lavorato in ambito internazionale, in Lavorando il Libano, Iraq, Iran, Cambogia, Vietnam, Bosnia, Afghanistan e Yemen. Nel 1976 vince il World Press Photo of the Year, grazie ad uno scatto in bianco e nero che ritraeva una donna palestinese nell'atto di porgere le proprie mani verso un militante incappucciato ed armato, sullo sfondo di una Beirut devastata dalla guerra.
Le sue fotografie sono state pubblicate in alcune delle più importanti testate giornalistiche, come Newsweek, Time e Paris Match.
Nel 2003 le venne diagnosticato un tumore alle ossa e cinque anni più tardi, il 3 settembre 2008, Françoise Demulder è morta all'età di sessantuno anni, in seguito ad un arresto cardiaco, presso l'ospedale di Levallois-Perret, comune alle porte di Parigi.